# 탑승
탑승(搭乘)은 항공기, 우주선 등에 인간이 타는 것을 말한다. 영어의 보딩(boarding)은 배의 갑판(board)에서 유래한다. 그 중에서도 차에 타는 것을 승차(乘車)라고도 하며, 탑승한 손님을 탑승객(搭乘客)이라고 한다.

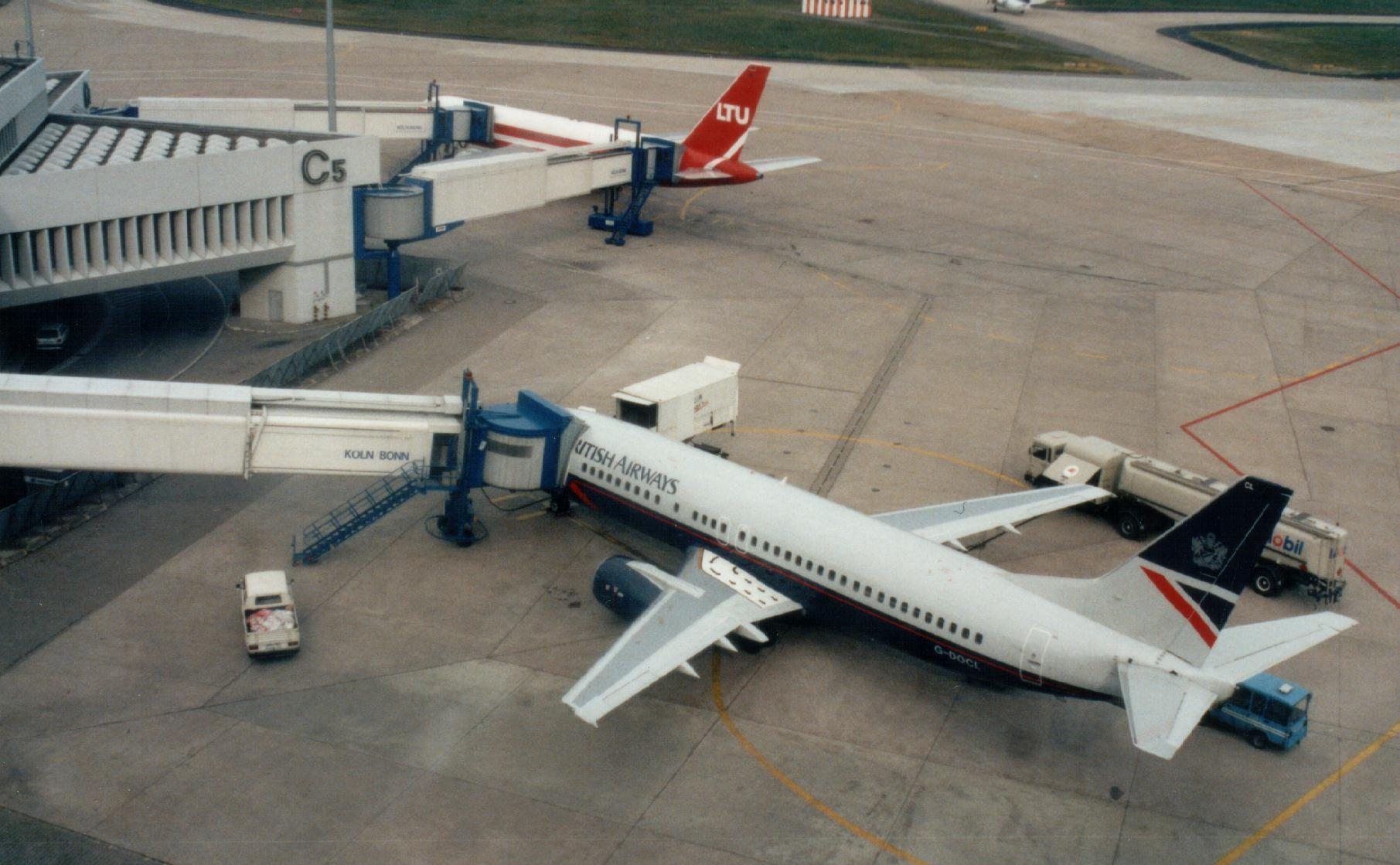
쾰른 본 공항의 탑승교(2001년)
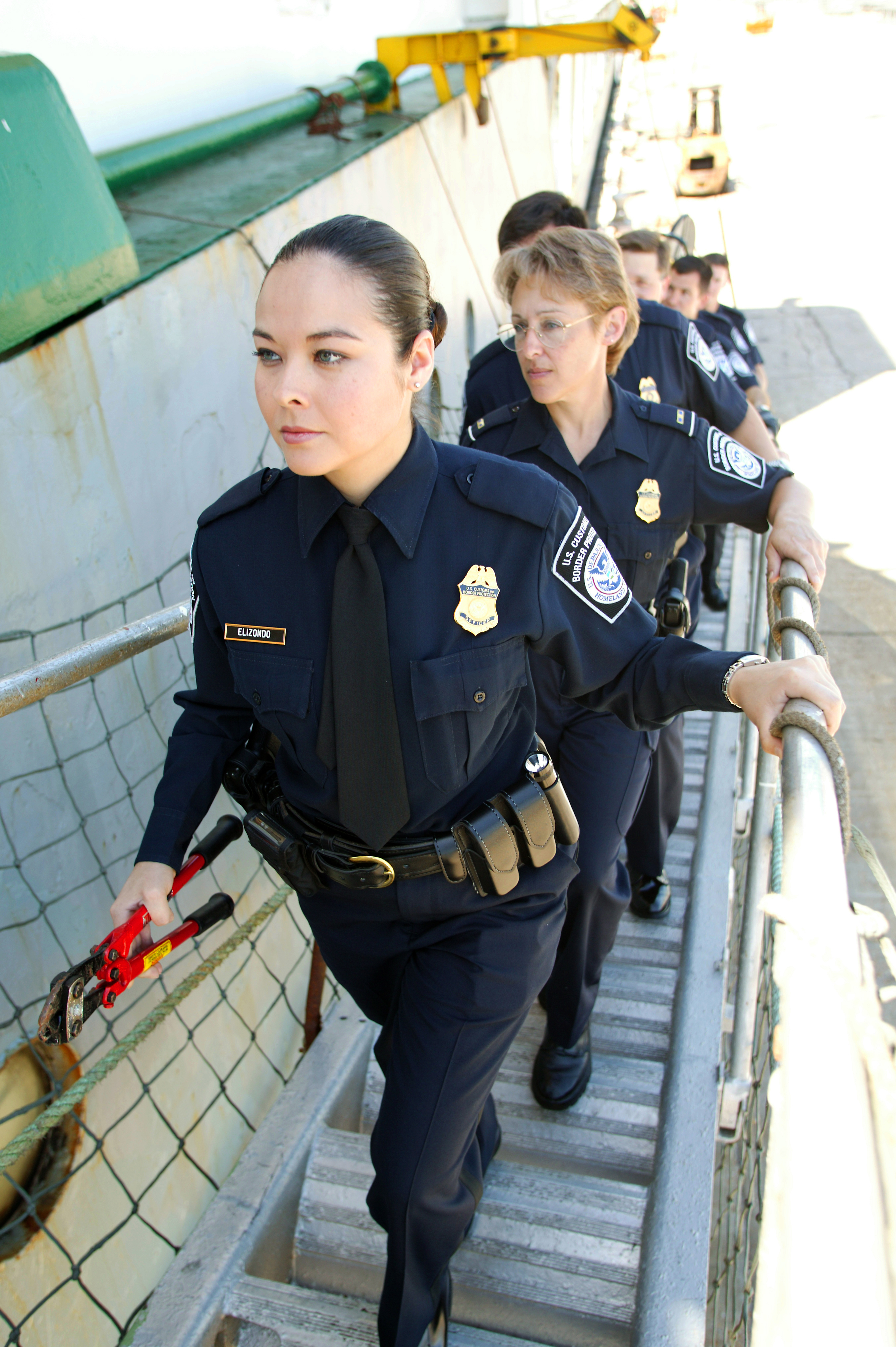
선박에 오르는 승무원들